# Yécora
Yécora (em castelhano), Ekora ou Iekora (em basco), oficialmente Yécora/Iekora, é um município da Espanha na província de Álava, comunidade autónoma do País Basco. Tem 18,8 km² de área e em 2021 tinha 266 habitantes (densidade: 14,1 hab./km²).

## Demografia
| Variação demográfica do município entre 1991 e 2004 | Variação demográfica do município entre 1991 e 2004 | Variação demográfica do município entre 1991 e 2004 | Variação demográfica do município entre 1991 e 2004 |
| --------------------------------------------------- | --------------------------------------------------- | --------------------------------------------------- | --------------------------------------------------- |
| 1991                                                | 1996                                                | 2001                                                | 2004                                                |
| 243                                                 | 254                                                 | 260                                                 | 266                                                 |